# كيري أنتوني
كيري أنتوني (بالإنجليزية: Kerry Cash)‏ هو لاعب كرة قدم أمريكية أمريكي، ولد في 7 أغسطس 1969 في سان أنطونيو في الولايات المتحدة.

## وصلات خارجية
- كيري أنتوني على موقع مرجع كرة القدم المحترفة.كوم (الإنجليزية)